# Porta Garibaldi
 (février 2023).
Si vous disposez d'ouvrages ou d'articles de référence ou si vous connaissez des sites web de qualité traitant du thème abordé ici, merci de compléter l'article en donnant les références utiles à sa vérifiabilité et en les liant à la section « Notes et références ».
En pratique : Quelles sources sont attendues ? Comment ajouter mes sources ?
Pour les articles homonymes, voir Garibaldi (homonymie).
La Porta Garibaldi, construite à l'origine sous le nom de Porta Ferdinandea ou Porta Ferdinanda, est un arc de triomphe, édifié en 1768, situé au bout de la Via Giuseppe Garibaldi, entre la Piazza Palestro et la Piazza Crocifisso à Catane, en Sicile (Italie). Elle a été construite pour célébrer le mariage du roi Bourbon Ferdinand Ier des Deux-Siciles avec la princesse Habsbourg Marie-Caroline d'Autriche.

## Description
Les architectes de la porte étaient Francesco Battaglia et Stefano Ittar. Le monument est fait d'une alternance de pierre blanche de Syracuse et de blocs de lave sombre locaux. En haut au centre de l'arc se trouve désormais une horloge, entourée de symboles allégoriques, dont un aigle et une statue rappelant l'éléphant noir u Liotru, symbole de Catane. À l'origine, en lieu et place d'une horloge, se trouvait un buste en marbre du roi Bourbon. Flanquant ce tympan, au deuxième niveau se trouvent deux anges avec des trompettes. Ces derniers sont flanqués de deux représentations sculpturales du Trophée d'armes. Sous ces étalages d'armes et d'armures sont inscrites deux phrases : l'une dit Litteris armatur (« Armée avec les lettres ») et l'autre Armis decoratur (« Décorée avec les armes »). Sur le côté est, le bouclier du tympan représente un phénix se levant avec un cartouche latin indiquant Melior de cinere surgo (« Je renais meilleure de mes cendres »), ce qui s'applique à Catane, qui a souvent nécessité une reconstruction en raison de l'activité volcanique et des tremblements de terre.

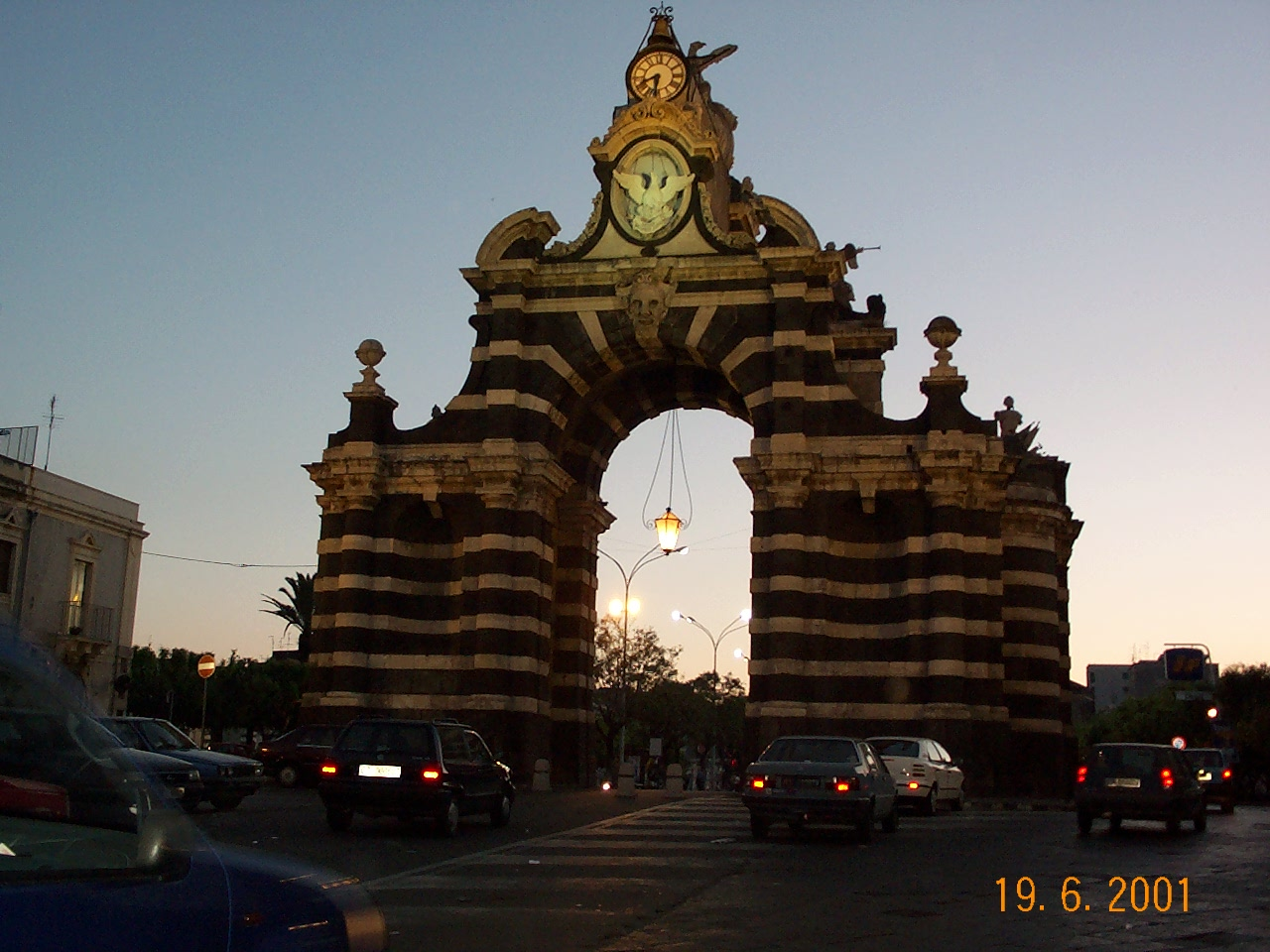
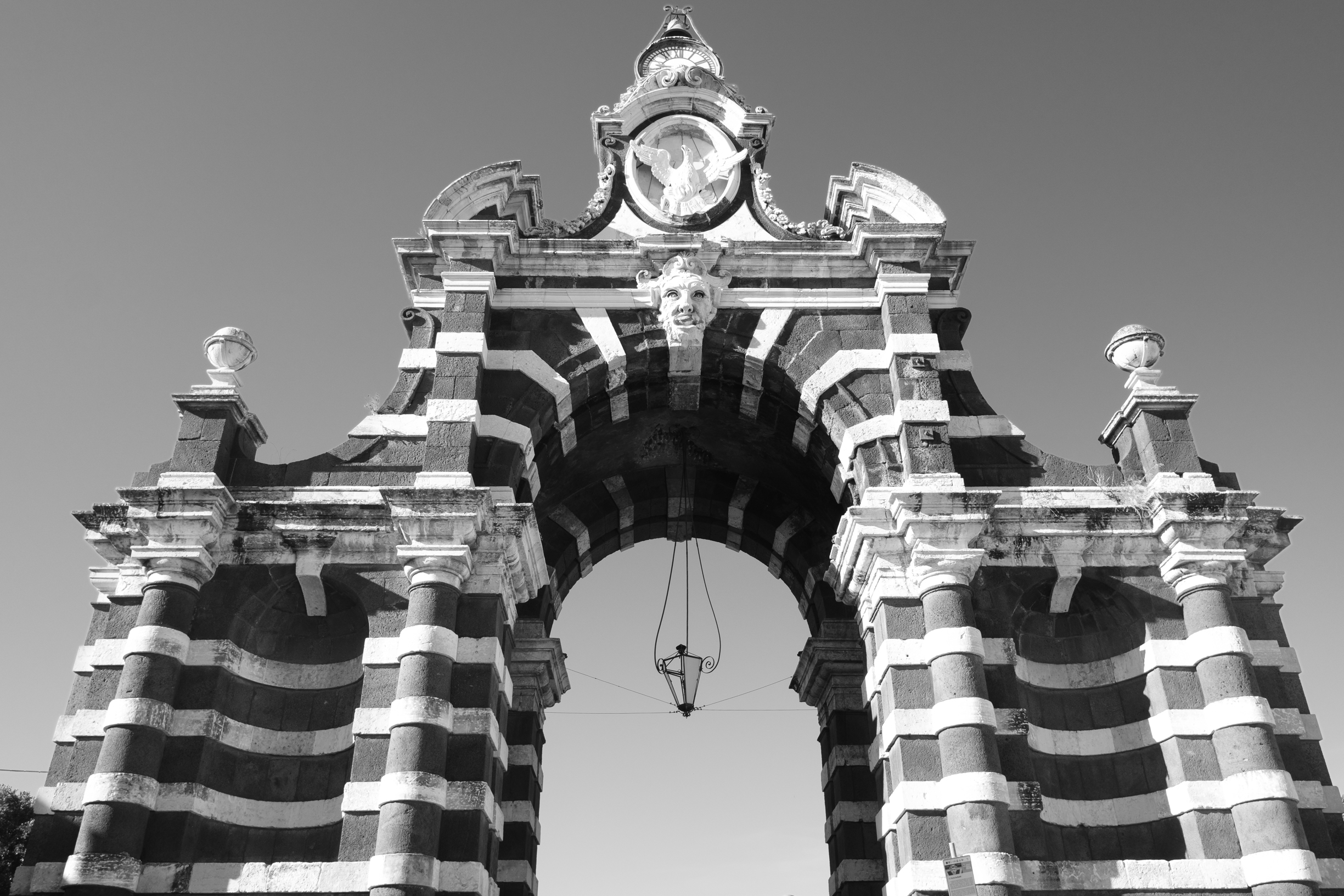